# Canadá en los Juegos Olímpicos de Turín 2006
Canadá estuvo representado en los Juegos Olímpicos de Turín 2006 por un total de 196 deportistas que compitieron en 15 deportes.  
La portadora de la bandera en la ceremonia de apertura fue la jugadora de hockey sobre hielo Danielle Goyette.

## Medallistas
El equipo olímpico canadiense obtuvo las siguientes medallas:
| Nombre                                                                                  | Deporte                              | Competición            |
| --------------------------------------------------------------------------------------- | ------------------------------------ | ---------------------- |
| Oro                                                                                     |                                      |                        |
| Brad Gushue Jamie Korab Russ Howard Mark Nichols Mike Adam                              | Curling                              | Equipo M               |
| Jennifer Heil                                                                           | Esquí acrobático                     | Baches F               |
| Chandra Crawford                                                                        | Esquí de fondo                       | Velocidad ind. F       |
| Equipo                                                                                  | Hockey sobre hielo                   | Torneo F               |
| Cindy Klassen                                                                           | Patinaje de velocidad                | 1500 m F               |
| Clara Hughes                                                                            | Patinaje de velocidad                | 5000 m F               |
| Duff Gibson                                                                             | Skeleton                             | Individual M           |
| Plata                                                                                   |                                      |                        |
| Pierre Lueders Lascelles Brown                                                          | Bobsleigh                            | Doble M                |
| Sara Renner Beckie Scott                                                                | Esquí de fondo                       | Velocidad por eqs. F   |
| Cindy Klassen                                                                           | Patinaje de velocidad                | 1000 m F               |
| Kristina Groves                                                                         | Patinaje de velocidad                | 1500 m F               |
| Arne Dankers Steven Elm Denny Morrison Jason Parker Justin Warsylewicz                  | Patinaje de velocidad                | Persecución por eqs. M |
| Kristina Groves Clara Hughes Cindy Klassen Christine Nesbitt Shannon Rempel             | Patinaje de velocidad                | Persecución por eqs. F |
| François-Louis Tremblay                                                                 | Patinaje de velocidad en pista corta | 500 m M                |
| Eric Bedard Jonathan Guilmette Charles Hamelin François-Louis Tremblay Mathieu Turcotte | Patinaje de velocidad en pista corta | 5000 m relevos M       |
| Alanna Kraus Anouk Leblanc-Boucher Amanda Overland Kalyna Roberge Tania Vicent          | Patinaje de velocidad en pista corta | 3000 m relevos F       |
| Jeff Pain                                                                               | Skeleton                             | Individual M           |
| Bronce                                                                                  |                                      |                        |
| Shannon Kleibrink Amy Nixon Glenys Bakker Christine Keshen Sandra Jenkins               | Curling                              | Equipo F               |
| Jeffrey Buttle                                                                          | Patinaje artístico                   | Individual M           |
| Cindy Klassen                                                                           | Patinaje de velocidad                | 3000 m F               |
| Cindy Klassen                                                                           | Patinaje de velocidad                | 5000 m F               |
| Anouk Leblanc-Boucher                                                                   | Patinaje de velocidad en pista corta | 500 m F                |
| Mellisa Hollingsworth-Richards                                                          | Skeleton                             | Individual F           |
| Dominique Maltais                                                                       | Snowboard                            | Campo a través F       |